# 学院区南駅
座標: 北緯39度4分40秒 東経117度41分40秒 / 北緯39.07778度 東経117.69444度
学院区南駅（がくいんくみなみえき）とは中華人民共和国天津市浜海新区天津経済技術開発区に位置していた天津開発区路面電車1号線の駅である。

## 駅構造
- 島式ホーム1面2線を有す地上駅だった。[1]

## 歴史
- 2007年5月10日 - 開業。
- 2011年8月25日 - 聯合研究院駅に取って代わられる。

## 隣の駅
天津地下鉄
■天津開発区路面電車1号線
第十一大街駅 - 学院区南駅 - 学院区駅